# Elena Tatarkova
Elena Tatarkova (née le 22 août 1976 à Douchanbé, RSS du Tadjikistan, actuel Tadjikistan), est une joueuse de tennis ukrainienne, professionnelle du 12 mai 1993 à 2006.
En 1999, elle a disputé la finale du double dames à Wimbledon (aux côtés de Mariaan de Swardt), atteignant à l'issue de l'épreuve le 9e rang mondial de la discipline.
Elena Tatarkova a gagné quatre tournois WTA au cours de sa carrière, tous en double dames.

## Palmarès

### Titres en double dames
| No | Date       | Nom et lieu du tournoi             | Catégorie | Dotation  | Surface      | Partenaire           | Finalistes                        | Score         |          |
| -- | ---------- | ---------------------------------- | --------- | --------- | ------------ | -------------------- | --------------------------------- | ------------- | -------- |
| 1  | 11-01-1999 | ANZ Tasmanian International Hobart | Tier IVb  | 110 000 $ | Dur (ext.)   | Mariaan de Swardt    | Alexia Dechaume Émilie Loit       | 6-1, 6-2      | Parcours |
| 2  | 18-02-2002 | Kroger St. Jude Memphis            | Tier III  | 170 000 $ | Dur (int.)   | Ai Sugiyama          | Melissa Middleton Brie Rippner    | 6-4, 2-6, 6-0 | Parcours |
| 3  | 14-04-2003 | Tippmix Grand Prix Budapest        | Tier V    | 110 000 $ | Terre (ext.) | Petra Mandula        | C. Granados Tatiana Perebiynis    | 6-3, 6-1      | Parcours |
| 4  | 04-08-2003 | Nordea Nordic Light Open Espoo     | Tier IV   | 140 000 $ | Terre (ext.) | Evgenia Kulikovskaya | Tatiana Perebiynis Silvija Talaja | 6-2, 6-4      | Parcours |

### Finales en double dames
| No | Date       | Nom et lieu du tournoi                | Catégorie | Dotation    | Surface         | Vainqueures                         | Partenaire          | Score              |          |
| -- | ---------- | ------------------------------------- | --------- | ----------- | --------------- | ----------------------------------- | ------------------- | ------------------ | -------- |
| 1  | 27-07-1998 | Bank of the West Classic Stanford     | Tier II   | 450 000 $   | Dur (ext.)      | Lindsay Davenport Natasha Zvereva   | Larisa Neiland      | 6-4, 6-4           | Parcours |
| 2  | 10-08-1998 | Acura Classic Los Angeles             | Tier II   | 450 000 $   | Dur (ext.)      | Martina Hingis Natasha Zvereva      | Tamarine Tanasugarn | 6-4, 6-2           | Parcours |
| 3  | 12-10-1998 | European Swisscom Challenge Zurich    | Tier I    | 926 250 $   | Moquette (int.) | Serena Williams Venus Williams      | Mariaan de Swardt   | 5-7, 6-1, 6-3      | Parcours |
| 4  | 26-10-1998 | SEAT Open Luxembourg                  | Tier III  | 164 250 $   | Moquette (int.) | Elena Likhovtseva Ai Sugiyama       | Larisa Neiland      | 6-7, 6-3, 2-0, ab. | Parcours |
| 5  | 21-06-1999 | The Championships Wimbledon           | G. Chelem | 4 732 303 $ | Gazon (ext.)    | Lindsay Davenport Corina Morariu    | Mariaan de Swardt   | 6-4, 6-4           | Parcours |
| 6  | 21-02-2000 | IGA Superthrift Classic Oklahoma City | Tier III  | 170 000 $   | Dur (int.)      | Corina Morariu Kimberly Po          | Tamarine Tanasugarn | 6-4, 4-6, 6-2      | Parcours |
| 7  | 31-03-2003 | GP Princesse Lalla Meryem Casablanca  | Tier V    | 110 000 $   | Terre (ext.)    | Gisela Dulko María Emilia Salerni   | Henrieta Nagyová    | 6-3, 6-4           | Parcours |
| 8  | 20-10-2003 | SEAT Open Luxembourg                  | Tier III  | 225 000 $   | Dur (int.)      | Maria Sharapova Tamarine Tanasugarn | Marlene Weingärtner | 6-1, 6-4           | Parcours |

## Parcours en Grand Chelem

### En simple dames
| Année | Open d'Australie | Open d'Australie | Internationaux de France | Internationaux de France | Wimbledon       | Wimbledon         | US Open         | US Open          |
| ----- | ---------------- | ---------------- | ------------------------ | ------------------------ | --------------- | ----------------- | --------------- | ---------------- |
| 1998  | 1er tour (1/64)  | Barbara Rittner  | 3e tour (1/16)           | Jana Novotná             | 2e tour (1/32)  | Mariaan de Swardt | 1er tour (1/64) | Miriam Schnitzer |
| 1999  | 1er tour (1/64)  | Anna Smashnova   | 1er tour (1/64)          | Amy Frazier              | 2e tour (1/32)  | Venus Williams    | 1er tour (1/64) | Amélie Cocheteux |
| 2002  | 1er tour (1/64)  | R. de los Ríos   | -                        | -                        | 1er tour (1/64) | Jelena Dokić      | -               | -                |

À droite du résultat, l’ultime adversaire.

### En double dames
| Année | Open d'Australie              | Open d'Australie           | Internationaux de France      | Internationaux de France   | Wimbledon                    | Wimbledon                | US Open                      | US Open                    |
| ----- | ----------------------------- | -------------------------- | ----------------------------- | -------------------------- | ---------------------------- | ------------------------ | ---------------------------- | -------------------------- |
| 1996  | -                             | -                          | 1er tour (1/32) C. Papadáki   | Lea Ghirardi S. Pitkowski  | -                            | -                        | -                            | -                          |
| 1997  | -                             | -                          | -                             | -                          | 1er tour (1/32) Bryukhovets  | Maja Murić T. Whitlinger | 2e tour (1/16) N. Medvedeva  | R. Dragomir Iva Majoli     |
| 1998  | 3e tour (1/8) Krivencheva     | M. Hingis Mirjana Lučić    | 1er tour (1/32) K. Kschwendt  | A. Cocheteux S. Pitkowski  | 2e tour (1/16) K. Kschwendt  | Likhovtseva Ai Sugiyama  | 2e tour (1/16) Olga Lugina   | Chanda Rubin Irina Spîrlea |
| 1999  | 3e tour (1/8) M. de Swardt    | S. Williams V. Williams    | 1er tour (1/32) M. de Swardt  | Alicia Molik C. Morariu    | Finale M. de Swardt          | L. Davenport C. Morariu  | 1er tour (1/32) M. de Swardt | Julie Halard A. Mauresmo   |
| 2000  | 1er tour (1/32) Anke Huber    | T. Musgrave B. Stewart     | 2e tour (1/16) M. Grzybowska  | Kimberly Po A. Sidot       | -                            | -                        | -                            | -                          |
| 2001  | -                             | -                          | 1/2 finale Justine Henin      | V. Ruano Paola Suárez      | 1er tour (1/32) Nicole Pratt | K. Boogert M. Oremans    | 1er tour (1/32) Nicole Pratt | E. Gagliardi Meilen Tu     |
| 2002  | 1er tour (1/32) K. Schlukebir | Els Callens Nicole Pratt   | 2e tour (1/16) L. Montalvo    | Dája Bedáňová Elena Bovina | 3e tour (1/8) L. Montalvo    | S. Williams V. Williams  | 1er tour (1/32) L. Montalvo  | Teryn Ashley Sarah Taylor  |
| 2003  | 2e tour (1/16) R. Voráčová    | Elena Bovina Justine Henin | 1er tour (1/32) T. Musgrave   | S. Asagoe Nana Miyagi      | 2e tour (1/16) T. Musgrave   | Liezel Huber M. Maleeva  | 2e tour (1/16) Dája Bedáňová | Elena Bovina Rennae Stubbs |
| 2004  | 1er tour (1/32) W. Prakusya   | Li Ting Sun Tiantian       | 1er tour (1/32) Petra Mandula | M. Camerin Alina Jidkova   | 1er tour (1/32) S. Reeves    | A. Myskina V. Zvonareva  | 1er tour (1/32) Teryn Ashley | T. Garbin Tina Križan      |

Sous le résultat, la partenaire ; à droite, l’ultime équipe adverse.

### En double mixte
| Année | Open d'Australie           | Open d'Australie           | Internationaux de France    | Internationaux de France | Wimbledon                    | Wimbledon                 | US Open                       | US Open                     |
| ----- | -------------------------- | -------------------------- | --------------------------- | ------------------------ | ---------------------------- | ------------------------- | ----------------------------- | --------------------------- |
| 1998  | -                          | -                          | 2e tour (1/16) A. Kratzmann | Caroline Vis J. de Jager | 2e tour (1/16) A. Kratzmann  | Likhovtseva Jeff Tarango  | 1er tour (1/16) Daniel Nestor | K. Radford F. Montana       |
| 1999  | 2e tour (1/8) Cyril Suk    | M. de Swardt David Adams   | 2e tour (1/16) P. Tramacchi | Cara Black Lan Bale      | 2e tour (1/16) A. Florent    | M. Bollegraf Pablo Albano | 1/4 de finale A. Olhovskiy    | Rennae Stubbs T. Woodbridge |
| 2000  | 1/4 de finale A. Olhovskiy | Rennae Stubbs Jared Palmer | 3e tour (1/8) Jack Waite    | Kimberly Po D. Johnson   | -                            | -                         | -                             | -                           |
| 2001  | -                          | -                          | -                           | -                        | 2e tour (1/16) J. de Jager   | De Villiers M. Wakefield  | 1/4 de finale Mark Knowles    | Lisa Raymond Leander Paes   |
| 2002  | -                          | -                          | -                           | -                        | 1er tour (1/32) A. Olhovskiy | Dája Bedáňová Petr Pála   | -                             | -                           |
| 2003  | -                          | -                          | -                           | -                        | 2e tour (1/16) J. de Jager   | Alicia Molik Paul Hanley  | -                             | -                           |
| 2004  | -                          | -                          | -                           | -                        | 1er tour (1/32) Petr Pála    | J. Capriati S. Humphries  | -                             | -                           |

Sous le résultat, le partenaire ; à droite, l’ultime équipe adverse.

## Parcours aux Jeux olympiques

### En double dames
| # | Date       | Nom de l'olympiade   | Surface    | Résultat      | Partenaire         | Ultimes adversaires          | Score    |          |
| - | ---------- | -------------------- | ---------- | ------------- | ------------------ | ---------------------------- | -------- | -------- |
| 1 | 19/09/2000 | Olympic Games Sydney | Dur (ext.) | 2e tour (1/8) | Anna Zaporozhanova | Julie Halard Amélie Mauresmo | 6-2, 6-4 | Parcours |

## Classements WTA en fin de saison

### En simple
| Année | 1993 | 1994 | 1995 | 1996 | 1997 | 1998 | 1999 | 2000 | 2001 | 2002 | 2003 | 2004 | 2005 |
| Rang  | 316  | 221  | 192  | 196  | 136  | 47   | 120  | 256  | 213  | 166  | 126  | 260  | 532  |

Source : (en) « Classements de Elena Tatarkova », sur le site officiel du WTA Tour

### En double
| Année | 1993 | 1994 | 1995 | 1996 | 1997 | 1998 | 1999 | 2000 | 2001 | 2002 | 2003 | 2004 |
| Rang  | 233  | 178  | 107  | 171  | 91   | 22   | 19   | 77   | 38   | 61   | 47   | 95   |

Source : (en) « Classements de Elena Tatarkova », sur le site officiel du WTA Tour